# 共通祖先
共通祖先（きょうつうそせん、Common descent）とは、生物進化をさかのぼることで生まれた「全生物の祖先型生命」の概念を表す語である。共通祖先の存在は概念的には古くから提唱されていたものの科学的にその存在が提唱されたのは1987年以降であり、そこにはカール・ウーズによる古細菌の発見が重要な役割を演じている。
本記事は「生命の起源」では論じられない生命誕生後の進化やそのあり方について解説する。化学進化後の原始生命体については当該記事を参照。
別名としてはさまざまな名前が多くの学者によって提唱されており、そのすべてのニュアンスが微妙に異なっているために後述する。

## 共通祖先という概念の科学的発見
1977年、カール・ウーズらによって原核生物が古細菌および真正細菌からなることが提唱され、後々の研究から3ドメインの概念は統一的見解が得られているといっても過言ではない。しかしそれ以前の生物学では、生物とは原核生物（細菌のみ）と真核生物に分けられていた。生物進化の大原則として
- 単純な生物から複雑な生物へ進化する

というものがあるが、これにもとづいて
- 原核生物から真核生物が生まれた
- したがって原核生物は真核生物の祖先である

という論理が自然に成立した。しかし、原核細胞と真核細胞は極めて異なっており、このことを論理的に証明することはできていなかった。その後、古細菌が発見され、それを含めた無根系統樹の作成により系統樹が一点に向かって収斂している「共通祖先」の概念が明らかになった。
3ドメイン系統樹をはじめに作成したのはウーズおよびオルセンである。系統樹に共通の根をつけるに当ってはアウトグループと言う完全に系統の異なる比較対照生物が必要である。しかし、全生物を対象にした系統樹ではアウトグループとなる生物は存在せず、系統樹が一点に向かって収斂する無根系統樹のみしか筆記することはできない。しかし1987年に彼らの描いた系統樹は、3ドメインの存在を説明するものであり、なにより「最後の共通の祖先」の存在を示すものだった。

## 全生物対象の有根系統樹の作成
1987年にウーズの行なった3ドメイン系統樹では、系統樹の根を作成することができなかった。したがってこの系統樹から共通祖先が概念的に存在することは言えても、論理的に存在するとはいえなかった。1988年、レイクによって無根系統樹を折り曲げて根を作る方法が考案されたものの、遺伝子の進化速度が種によっても一定でないという点で不完全であった。
1989年、ゴーガルテンら、岩辺らによって全生物を対象とした有根系統樹の作成に関する手法が開発された。それぞれ対象とした遺伝子は異なっているが、2種類以上の配列のよく似た遺伝子を用いると言う点では同じである。
配列のよく似た遺伝子はもともと1つの遺伝子である場合が多く、種分化以前に遺伝子が2種類に分かれ、その後別種として分化していったと考えた場合、2種類の遺伝子のうち1つをアウトグループとして用いることによって系統樹に根をつけるという原理である。この方法に用いられた遺伝子としては、ATPアーゼ、タンパク質伸長因子、リンゴ酸脱水素酵素、乳酸脱水素酵素などが用いられている。
この方法で描かれた多くの系統樹によると、原核生物と真核生物の分岐よりも以前に、古細菌と真正細菌の分岐が起きているという結果を、そのいずれもが反映した。したがってこの時はじめて「共通祖先」が存在したことが論理的に説明できたと言える。この後、この共通祖先がいかなる生物であるか、多くの提案がなされた。

## 共通祖先に対する多くの提案
本記事では全生物の共通の祖先を一くくりに共通祖先としており、その共通祖先は古細菌と真正細菌が分化する以前の生物としている。しかし多くの詳細な提案がなされている。それらをあげていくと、
- プロゲノート：遺伝子型と表現型の対応関係の成立していない生物
- コモノート：環状のDNAを持つ遺伝の仕組みが成立している生物
- センアンセスター：上記二つとは異なり、各遺伝子の系統樹分岐パターンの違いを含めた曖昧な共通祖先を意味する概念的な生物
- 最終共通祖先（英語版）（LUCA） (Last Universal Common Ancestor)：全生物（現生）の共通祖先のうち最も新しいもの[1]。

となる。しかしこれら4つの提案は論じている生物の世代や時間が異なっていることも考えられ、プロゲノートはコモノートに進化したと考えることも可能である。

### プロゲノート
プロゲノート（progenote; プロジェノート）は3ドメインの提唱者であるウーズの提案した共通祖先であるが、要約すると「遺伝的仕組みが成立していない生物」である。これはある意味「共通祖先は存在せず、プロゲノートが個別に進化することによって遺伝的仕組みがそれぞれできあがってきた」と考えられる。これは3ドメインの生物が余りにも異なっているために提唱されたと考えられる。
1994年、カンドラーもよく似た提案をしており、「連続したゲノムを有しない分断された遺伝子が混ざり合うことによって3ドメインの生物が生まれた」としている。

### コモノート
1993年に近藤らによって好熱性古細菌Sulfolobus acidocaldariusのゲノムは環状であることが証明された。そして真正細菌も環状DNAを有することから共通祖先も環状DNAを有していたと考えた。この結果を受けて、東京薬科大学の山岸明彦教授により「共通祖先は遺伝的仕組みが成立し、環状ゲノムを有していた」とされるコモノートが提案された。

### センアンセスター
1989年、有根系統樹作成法の確立以降、多くの遺伝子を用いて系統樹が作成された。結果、共通祖先の存在を示すものの分岐パターンが異なっており、真正細菌の遺伝子であるにもかかわらず別系統に出現するなど例外的なものも多く見られた。こうした事実を受けて1994年、ドリトルとブラウンは共通祖先は曖昧なものであるとし、センアンセスターを提唱した。しかしセンアンセスターは共通祖先像に対してなんら具体的な提案は行なっていない。

### 最終共通祖先（LUCA）
LUCAとは細菌とアーキアと真核生物の最終共通祖先のことである。クラウングループの中では最初の生物であるが、ステムグループまで含めれば、最初の生物とは一致しない可能性がある。すなわち少なくとも概念上LUCAの祖先も存在しうる。
LUCAにウイルスが感染したとする仮説もある（ウイルスの進化)。

## 共通祖先型生命の性質
これまでなされてきた多くの有根系統樹に関する研究から、共通祖先型生命像が描かれつつある。あくまで系統樹で論じられているのみだが、その生化学的性質などは以下のものが提案されている。
- 好熱菌である
- ゲノムサイズは小さい
- 遺伝子数は少ない

分子系統樹によると、真正細菌、古細菌のいずれも根元に近い生物の中に高度好熱菌あるいは超好熱菌が多く見られる。例えば真正細菌であればAquifex属、Thermotoga属、古細菌であればThermoproteus属、Thermococcus属などである。この点から1986年ペイス、1987年アッヒェンバッハ-リヒターは共通祖先が好熱菌であることをのべている。また、好熱菌は概してゲノムサイズが小さく遺伝子もコンパクトにまとまっており、共通祖先はそのゲノムサイズも小さかったことが山岸から提案されている。
しかし、1995年ゴガルテン-ベッケルや1996年フォーティアによって共通祖先以前の原始生命体の中から好熱性を示すものがスクリーニングされることによって共通祖先が好熱性を示すことも指摘されているが、これは共通祖先が好熱性を示すことに異を唱えるものではない。